# Kahak-e Esfīj
Kahak-e Esfīj (persiska: کهک اسفیج, Kahk Esfīch) är en ort i Iran.   Den ligger i provinsen Kerman, i den sydöstra delen av landet, 800 km sydost om huvudstaden Teheran. Kahak-e Esfīj ligger 2 502 meter över havet och antalet invånare är 346.
Terrängen runt Kahak-e Esfīj är kuperad åt nordväst, men åt sydost är den platt. Terrängen runt Kahak-e Esfīj sluttar söderut. Runt Kahak-e Esfīj är det glesbefolkat, med 12 invånare per kvadratkilometer. Närmaste större samhälle är Cheshmeh Sabz-e Gowghar, 8,2 km nordost om Kahak-e Esfīj. Omgivningarna runt Kahak-e Esfīj är i huvudsak ett öppet busklandskap.